# Huis van de maagd Maria

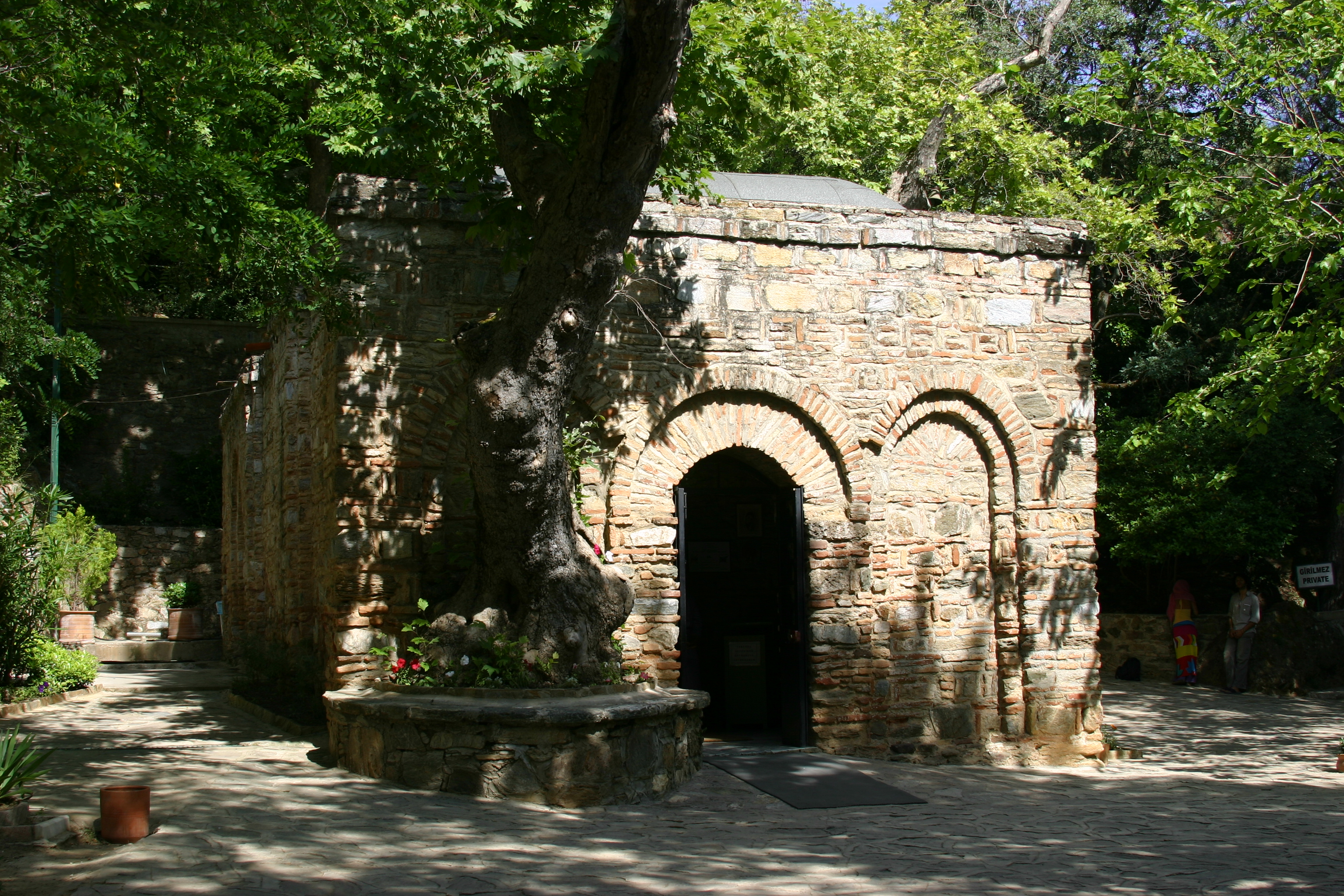
Buitenaanzicht van het huis van Maria

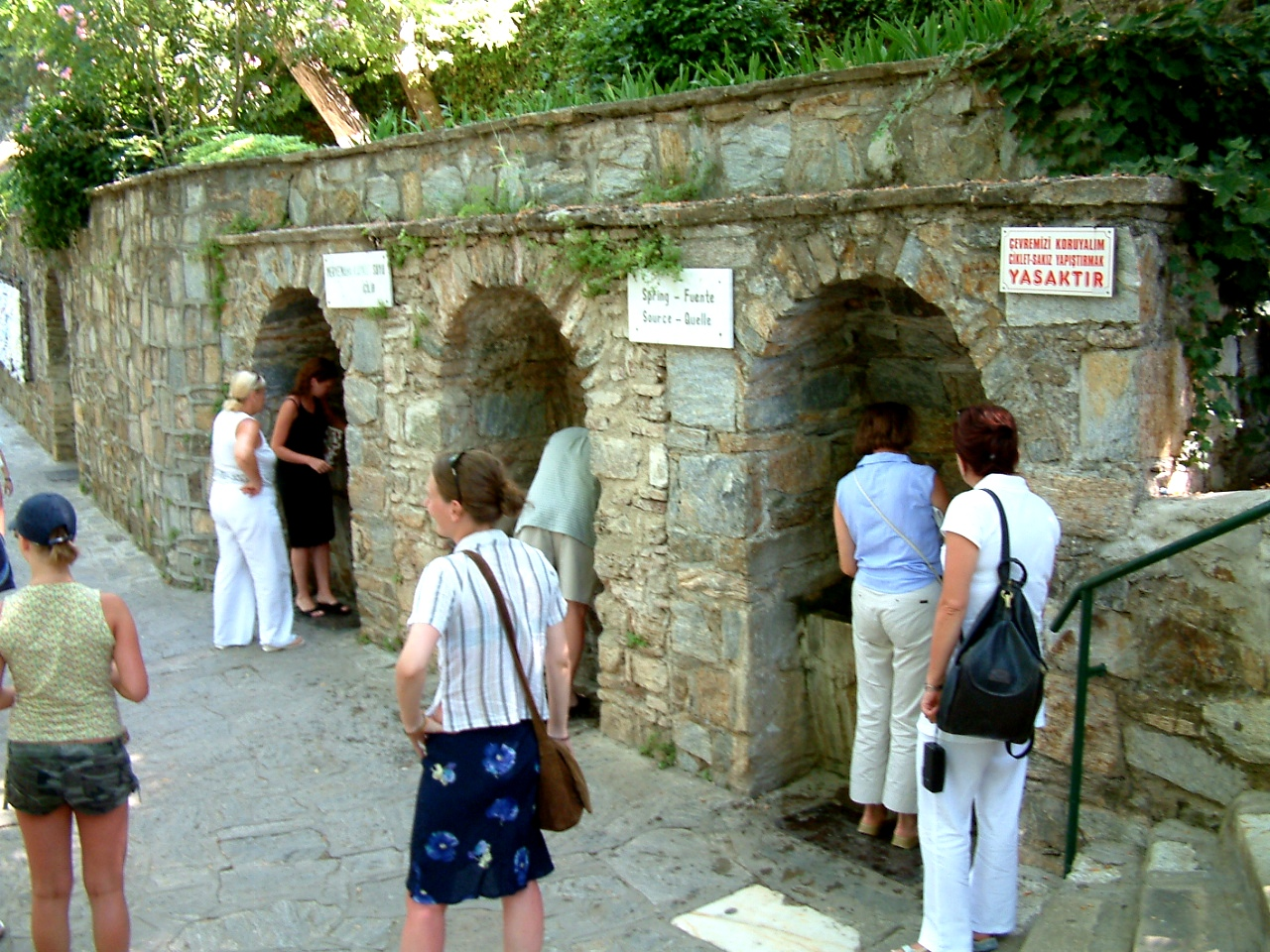
Pelgrims drinken van de bron.

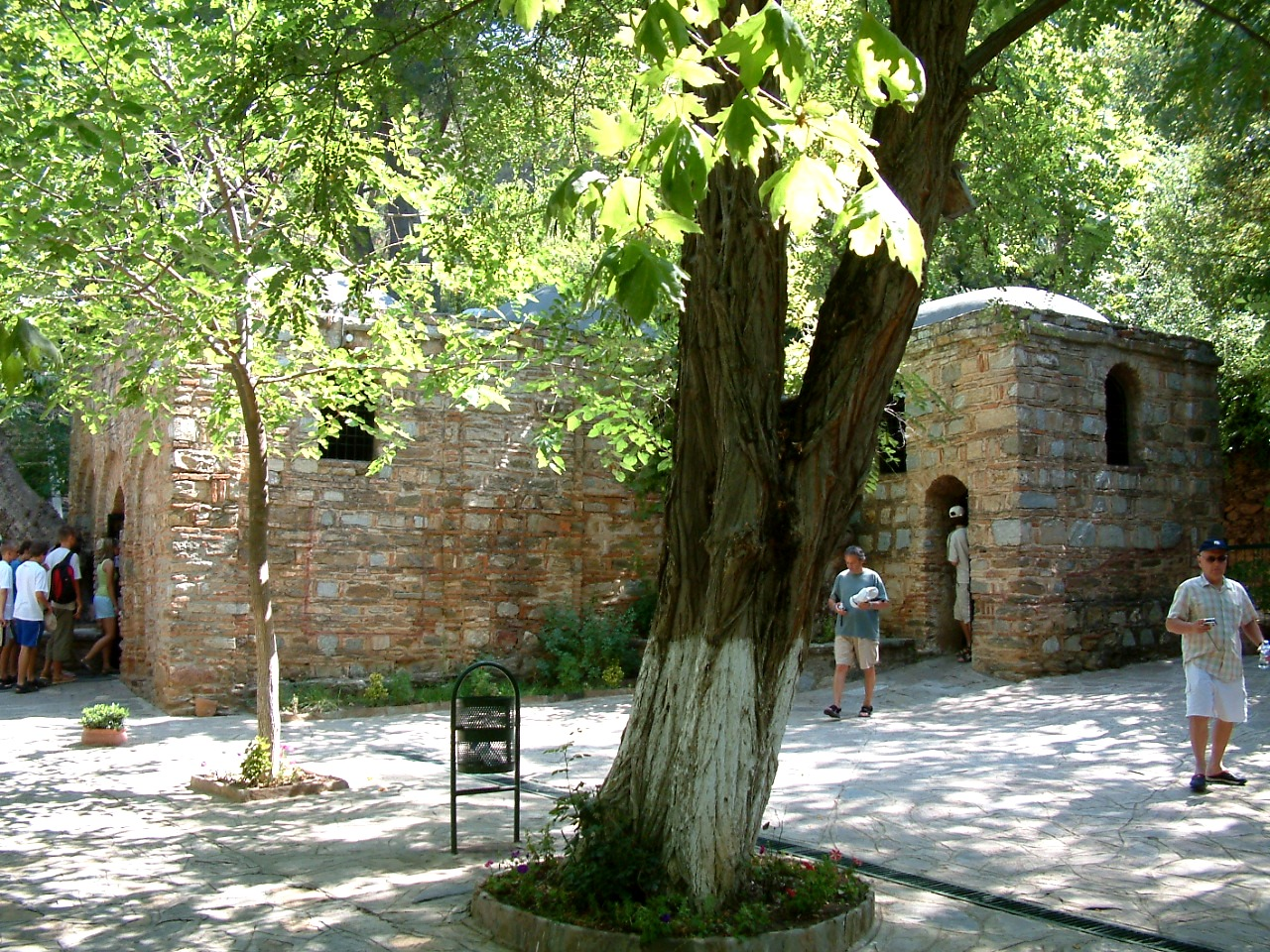
De kapel. Zie de rode lijn die het gerestaureerde scheidt van het authentieke

Het Huis van de Maagd Maria (Turks: Meryem Ana Evi, "Moeder Maria's huis") is een katholiek en islamitisch heiligdom gesitueerd op de berg Koressos (Turks: Bülbüldağı, Nachtegaal Berg) in de nabijheid van Efeze, in modern Turkije op 7 km van Selçuk.
Verschillende pausen hebben de plek bezocht, maar de Rooms-Katholieke Kerk heeft nooit een officieel standpunt over de authenticiteit van de plek uitgesproken. Paus Paulus VI bezocht het huis op 26 juli 1967 en bevestigde "onofficieel" de authenticiteit. De paus gaf een bronzen beeld van de Maagd Maria als geschenk.

## Traditie
Er zijn geen bewijzen dat Maria (moeder van Jezus) ooit in Efeze gewoond heeft. De Bijbel zegt er niets over. Volgens een overlevering heeft Maria, na uit Jeruzalem vertrokken te zijn, haar laatste jaren in Efeze doorgebracht, samen met de apostel Johannes. Ze zou op 59-jarige leeftijd zijn gestorven en, volgens de katholieke leer, ten hemel zijn opgenomen. 

## (Her)bouw van het huis
De Duitse non Anna Catharina Emmerich had in een visioen het sterfhuis van Maria gezien. Emmerich beschreef het huis en de plek waar het gelegen had nauwkeurig, hoewel ze zelf nooit buiten Duitsland was geweest. Ze werd in 2004 zalig verklaard.
Op 18 oktober 1881 (her)ontdekte de Franse priester Abbé Julien Gouyet uit Parijs de ruïnes van een huis op een plek die overeenkwam met de beschrijvingen van Emmerich. Het huis werd herbouwd op basis van Emmerichs beschrijvingen. Tegenwoordig is het een bedevaartsplaats voor zowel christenen als moslims, omdat Maria ook vijf keer in de Koran genoemd wordt.
De Belgische Rosalie Put uit Lummen (Limburg) werd gekoppeld aan het huis van Maria via een inscriptie op haar lichaam waar de exacte plaats van het huis getekend is. Rosalie Put vertoonde de stigma's van Christus tijdens haar leven.